# Квазігрупа (алгебра)

Кубічна ґратка алгебричних структур
від магми до групи.

Квазігрупа — алгебрична структура в абстрактній алгебрі, що подібна до групи тим, що в ній завжди можливе ділення (інших властивостей групи квазігрупа немає).
Квазігрупа з одиницею називається лупа (англ. loop — «петля»).

## Визначення
Є два еквівалентні визначення:
Квазігрупа (Q, *) — це множина Q з бінарною операцією * : Q × Q → Q (тобто магма), такою що для довільних a, b ∈ Q існують і єдині x, y ∈ Q, що:
a * x = b,
y * a = b.
Розв'язки цих рівнянь записують так:
x = a \ b,
y = b / a.
Операції \ та / називають лівим та правим діленням. Якщо визначена тільки одна з операцій, то таку структуру називають ліва чи права квазігрупа, відповідно.
Квазігрупа (Q, *, \, /) — універсальна алгебра сигнатури (2,2,2), що задовільняє тотожності:
y = x * (x \ y),
y = x \ (x * y),
y = (y / x) * x,
y = (y * x) / x.
Якщо (Q, *) є квазігрупою за першим визначенням, тоді (Q, *, \, /) є еквівалентною квазігрупою в розумінні універсальної алгебри.
Лупа — квазігрупа з одиничним елементом e, тобто, таким що:
x*e = x = e*x .

## Приклади
- Група є частковим випадком квазігрупи, а саме — асоціативною квазігрупою з одиницею.
- Цілі числа {\displaystyle \mathbb {Z} } з операцією віднімання (−) є квазігрупою.
- Ненульові раціональні числа {\displaystyle \mathbb {Q} ^{*}} (чи дійсні числа {\displaystyle \mathbb {R} ^{*}}) з операцією ділення (÷) є квазігрупою.
- Раціональні числа {\displaystyle \mathbb {Q} } (чи дійсні числа {\displaystyle \mathbb {R} }) з операцією x * y = (x + y) / 2 (середнє арифметичне) є ідемпотентною, комутативною квазігрупою.
- Множина {±1, ±i, ±j, ±k} де ii = jj = kk = +1 та всі інші добутки визначені як в кватерніонах, є лупою.
- Октави є неасоціативною лупою по множенню.

## Властивості

### Латинські квадрати
- Таблиця множення скінченної квазігрупи утворює латинський квадрат. І навпаки, довільний латинський квадрат може бути вибраний за таблицю множення, щоб утворити квазігрупу.

### Властивість скорочення
- Ліва квазігрупа є скорочуваною зліва якщо ∀a, b,c ∈ Q: з (ab = ac) слідує (b = c).
- Права квазігрупа є скорочуваною справа якщо ∀a, b,c ∈ Q: з (ba = ca) слідує (b = c).
- Квазігрупа є скорочуваною зліва та справа. Кажуть — має властивість скорочення.

### Властивість обернення
Одиничний елемент лупи є єдиним, тому для кожного елемента лупи існує єдиний лівий та правий обернений елемент:
a L = e / a,      a L a = e,
a R = a \ e,      a a R = e.
Примітка: використали праве та ліве ділення.
- Лупа має обернення зліва якщо задовільняє тотожність xL (xy)=y, чи еквівалентну x\y=xL y.
- Лупа має обернення справа якщо задовільняє тотожність (yx)xR=y, чи еквівалентну y/x=y xR.
- Лупа має антиафтоморфне обернення якщо задовільняє тотожність (xy)L = yL xL, чи еквівалентну (xy)R = yR xR.
- Лупа має слабе обернення якщо задовільняє тотожність (xy)L x=yL, чи еквівалентну x(yx)R=yR.

Якщо лупа задовільняє дві з вищеперечислених властивостей, то вона задовільняє всі чотири властивості і кажуть — має властивість обернення. І тоді xL = xR для всіх елементів.

## Морфізми
Гомоморфізм квазігруп чи луп це відображення f: Q → P таке що f(xy) = f(x)f(y). Воно зберігає ліве та праве ділення а також одиницю (якщо існує).

### Гомотопія та ізотопія
- Гомотопія квазігруп з Q в P є трійка (α, β, γ) відображень з Q в P такі, що

{\displaystyle \forall x,y\in Q:\alpha (x)\beta (y)=\gamma (xy).}
Гомоморфізм квазігруп є гомотопією, де всі відображення збігаються.
- Ізотопія це гомотопія, в якій всі три відображення (α, β, γ) є бієктивними.
- Автотопія — це ізотопія квазігрупи в себе.
- Довільна квазігрупа ізотопна лупі. Якщо лупа ізотопна групі, тоді вона є групою. Хоча, квазігрупа, що ізотопна групі, може не бути групою.